# Majid Jelili
Majid Jelili (ur. 21 października 1976 r.) – szwedzki bokser, brązowy medalista mistrzostw świata z 2001 r.
W 2001 r., Jelili zdobył brązowy medal na mistrzostwach świata w Belfaście. W 2003 r., Jelili został mistrzem Unii europejskiej w kategorii piórkowej. Była to pierwsza w historii edycja tych zawodów.